# Jaap Scherpenhuizen
Jaap Frederik Scherpenhuizen (Groningen, 18 april 1934 – Aduarderzijl, 2 september 2012) was een Nederlands politicus.

## Leven en werk
Scherpenhuizen werd in Groningen geboren als zoon van Anno Scherpenhuizen en H.A. Camping. Hij begon zijn politieke loopbaan in de Provinciale Staten van Groningen. Van 1973 tot 1982 zat hij voor de VVD in de Tweede Kamer, waar de Groninger zich al inzette voor de economische ontwikkeling van het noorden. Na zijn periode als staatssecretaris was hij nog drie jaar Kamerlid.
Scherpenhuizen was een Groningse liberaal, die van 1973 tot 1982 woordvoerder ruimtelijke ordening en verkeer was van de VVD-fractie. Aanvankelijk was hij leraar en daarna in Duitsland en Groningen werkzaam bij diensten op het gebied van stadsvernieuwing. Hij maakte zich in zijn eerste periode als Kamerlid, samen met zijn eveneens uit het noorden afkomstige fractiegenoot Evenhuis, sterk voor de economische ontwikkeling van het Noorden. Zij kregen spoedig de koosnaam: 'het duo Evenscherp'. In het kabinet-Lubbers I was hij als staatssecretaris van Verkeer en Waterstaat verantwoordelijk voor de PTT. Hij had een groot aandeel in de overgang van de directie van dat bedrijf naar Groningen. In 1986 keerde Scherpenhuizen terug in de Kamer en maakte deel uit van de enquêtecommissie bouwsubsidies.
- Biografisch Portaal: 69206817
- International Standard Name Identifier: 0000 0003 8827 3515
- Nederlandse Thesaurus van Auteursnamen: 126985863
- Parlement.com: vg09llfbigy7
- Virtual International Authority File: 281443263
- WorldCat: E39PBJcgB3cqXgxFYBpGqrMpT3